# Ерекласе
Ерекласе (хол. Ereklasse rugby) је први ранг рагби 15 такмичења у Холандији.

## О такмичењу
Овим такмичењем руководи Рагби савез Холандије. У лигашком делу учествује 12 клубова. 
Учесници
- Аскрум Амстердам
- Кастрикумс
- Диок лејден
- ДСР
- Дјукси
- Хаг
- Хукерси
- Оемеменое Миделбург
- Хилверсум
- Гој Нарден
- Басетс
- Вотерленд

## Историја
Списак шампиона Холандије у рагбију
- 1936. АРВЦ
- 1937. АРВЦ
- 1938. ДСР
- 1939. ДСР
- 1940. Амстердам
- 1941—1945. Није се играло због Другог светског рата
- 1945. Амстердам
- 1946. Амстердам
- 1947. Ротердам
- 1948. ДСР
- 1949. Амстердам
- 1950. ДСР
- 1951. ДСР
- 1953. ДСР
- 1954. Амстердам
- 1955. Амстердам
- 1956. Амстердам
- 1957. Хилверсум
- 1958. Хилверсум
- 1959. Хилверсум
- 1960. Хилверсум
- 1961. Амстердам
- 1962. Хилверсум
- 1963. Те верве
- 1964. Амстердам
- 1965. Хилверсум
- 1966. Хаг
- 1967. Хаг
- 1969. Амстердам
- 1971. Хаг
- 1972. Хаг
- 1973. Хаг
- 1974. Хаг
- 1975. Хилверсум
- 1976. Хилверсум
- 1977. Амстердам
- 1978. Хаг
- 1979. Није се играло због временских непогода у Низоземској
- 1980. Хаг
- 1981. Диок
- 1982. Хилверсум
- 1983. Хилверсум
- 1984. Хилверсум
- 1985. Хаг
- 1986. Хилверсум
- 1987. Катрикумс
- 1988. Катрикумс
- 1989. Диок
- 1990. Диок
- 1991. Диок
- 1992. Диок
- 1993. Диок
- 1994. Диок
- 1995. Диок
- 1996. Диок
- 1997. Диок
- 1998. Диок
- 1999. Хаг
- 2000. Катрикумс
- 2001. Хаг
- 2002. Хаг
- 2003. Катрикумс
- 2004. Катрикумс
- 2005. Катрикумс
- 2006. Катрикумс
- 2007. Катрикумс
- 2008. Катрикумс
- 2009. Дјукси
- 2010. Хилверсум
- 2011. Хилверсум
- 2012. Хилверсум
- 2013. Гоји
- 2014. Хаг
- 2015. Хилверсум
- 2016. Хилверсум
- 2017. Хилверсум